# Galicische Wetten
Galicische Wetten. Over de oorsprong van genocide en misdrijven tegen de menselijkheid is een boek van de Britse jurist Philippe Sands. De oorspronkelijke Engelse titel uit 2016 is East West Street: On the Origins of Genocide and Crimes against Humanity. De Nederlandse vertaling is van 2018.
De auteur onderzoekt zijn eigen familiegeschiedenis, vermengd met de lotgevallen van twee Joodse juristen, Hersch Lauterpacht en Raphael Lemkin, die bij het Proces van Neurenberg in 1945-1946 tegen 24 kopstukken van het naziregime een belangrijke inbreng hadden.
Alle lijnen van deze geschiedenis vertrekken in Lviv, een stad die nu in het westen van Oekraïne ligt maar met een bewogen geschiedenis in de 20e eeuw, onder andere ook bekend als Lvov in het Russisch, Lwów  in het Pools en Lemberg in het Duits. De Nederlandse titel verwijst naar de historisch landstreek Galicië, waarvan Lemberg de hoofdstad was. De Engelse titel verwijst naar de hoofdstraat van Żółkiew (Pools) of Zjovkva (Oekraïens), een stadje niet ver van Lviv, waar Lauterpacht woonde. De Franse titel, Retour à Lemberg, verwijst dan weer naar de opzoekingen en contacten van de auteur, die terugkeert naar de geboortestad van zijn grootouders.
Zowel de grootvader van de auteur, Leon Buchholz, als de beide genoemde juristen, Lauterpacht en Lemkin, stammen uit de Joodse gemeenschap in Galicië, een gemeenschap die onder de nazi-bezetting geheel vernietigd is. Deze drie 'hoofdrolspelers' overleefden de Tweede Wereldoorlog omdat ze zich in Groot-Brittannië bevonden. Na de oorlog in 1945 en meer bepaald in de loop van het Proces van Neurenberg moesten zij vernemen dat hun familie vermoord was, hetzij meteen bij de bezetting van Lviv tijdens de Operatie Barbarossa in 1941, hetzij later in de concentratiekampen. De vierde 'hoofdrolspeler' in het boek is Hans Frank, nazi-jurist en gouverneur-generaal van het Gouvernement-Generaal, dat een groot deel van bezet Polen, met daarbij Galicië, bestuurde. Met de hulp van diens zoon Niklas, bestudeert Sands ook zijn activiteiten en beslissingen gedetailleerd tot en met zijn terdoodveroordeling en executie in Neurenberg.

## DeGalicische Wetten
Lauterpacht en Lemkin studeerden allebei internationaal recht in het toen Poolse Lwów. Al vóór de oorlog ontwikkelden zij de ideeën over mensenrechten die later in Neurenberg en bij de Verenigde Naties aan bod zouden komen.  Zij waren het daarbij onderling oneens. Lemkin ontwikkelde het begrip genocide, hetgeen de nadruk legde op het feit dat (oorlogs)misdaden gericht zijn tegen bepaalde groepen. Lauterbach vreesde dat dit de etnische tegenstellingen kon aanscherpen en wilde de nadruk leggen op individuele rechten. Hij omschreef in Neurenberg de nazi-misdaden dan ook als misdaden tegen de menselijkheid, waarbij de nadruk eerder ligt op schendingen van de (individuele) mensenrechten.  Ondanks lobbywerk slaagde Lemkin er niet in 'zijn' begrip genocide in het vonnis van Neurenberg te laten opnemen; de Amerikanen wilden dat niet. Later, in december 1946, nam de resolutie 96 van de Algemene Vergadering van de Verenigde Naties genocide wel op als een misdrijf krachtens internationaal recht. In 1948 werd het Genocideverdrag aanvaard.

## Bekroningen
Het boek werd in twintig talen vertaald en meermaals bekroond, onder meer met de Baillie Gifford Prize for Non-Fiction 2016, de Jewish Quarterly-Wingate Prize, de Prix du Meilleur Livre Etranger (Sofitel) en de Best Non-Fiction Book van de British Book Awards in 2017 en de Prix Montaigne de Bordeaux in 2018.